# (1631) Kopff
(1631) Kopff – planetoida z pasa głównego asteroid okrążająca Słońce w ciągu 3 lat i 126 dni w średniej odległości 2,24 au. Została odkryta 11 października 1936 roku w Obserwatorium Iso-Heikkilä w Turku przez Yrjö Väisälä. Nazwa planetoidy pochodzi od Augusta Kopffa (1882-1960),  niemieckiego astronoma. Przed nadaniem nazwy planetoida nosiła oznaczenie tymczasowe (1631) 1936 UC.